# Škofljica község
Škofljica község (szlovén nyelven Občina Škofljica) Szlovénia 212 alapfokú közigazgatási egységének, azaz községének egyike a Közép-Szlovénia statisztikai régióban. Adminisztratív központja Škofljica város. A község a történelmi Alsó-Krajna régió része.

## A községhez tartozó települések
A községhez Škofljica székhelyen kívül a következő települések tartoznak:
- Dole pri Škofljici
- Drenik
- Glinek
- Gorenje Blato
- Gradišče
- Gumnišče
- Klada
- Lanišče
- Lavrica
- Orle
- Pijava Gorica
- Pleše
- Reber pri Škofljici
- Smrjene
- Vrh nad Želimljami
- Zalog pri Škofljici
- Želimlje

## Népesség
| Lakosok száma | 8339 | 8576 | 9280 | 9567 | 9832 | 10 436 | 10 793 | 10 997 | 11 419 | 11 692 |
|               | 2008 | 2009 | 2011 | 2012 | 2013 | 2015   | 2016   | 2017   | 2019   | 2020   |